# 張茂昭
张茂昭（762年—811年），原名张昇云，字丰明。籍贯不详。唐朝軍事人物。
唐德宗时，隸屬父親义武节度使张孝忠門下，後因功升為检校工部尚书。张孝忠死後，繼為义武节度使，唐顺宗時，官任同中书门下平章事。唐宪宗時，加张茂昭为太子太保。《卢氏杂记》記載張茂昭好食人肉，茂昭卻表示“人肉腥而且肕，爭堪吃。”後入朝，改為河中节度使。不久卒。
长子张克让，官至检校工部尚书兼右金吾卫将军，追赠尚书右仆射。次子张克恭，官至诸卫大将军。三子张克礼，娶唐顺宗之女晋康公主。幼子张克勤，官至左武卫大将军。另有儿子张克从，曾任少府丞；张克正。